# Baran Duz
Baran Duz (pers. باراندوز) – wieś w Iranie, w ostanie Azerbejdżan Zachodni. W 2006 roku miejscowość liczyła 834 mieszkańców w 224 rodzinach.